# ريكا لسير
ريكا لسير (بالإنجليزية: Rika Lesser)‏ (21 يوليو 1953، بروكلين في الولايات المتحدة)؛ كاتِبة، لغوية، مترجمة وشاعرة أمريكية.